# Омаров Шаміль Магомедович
Ома́ров Шамі́ль Магоме́дович (нар. 28 вересня 1936 року, Дагестан) — радянський, російський, дагестанський фармаколог, фахівець з апітерапії і зоотоксинології. Доктор медичних наук, професор (1980), член Національної академії наук Дагестану, заслужений діяч науки Дагестану (1990), почесний професор Дагестанського держмедуніверситету МОЗ РФ, завідувач його кафедри фармакології (з 1988 року). Голова товариства фармакологів Дагестану. Член Союза письменників Росії.
Спочатку анатом і фізіолог, згодом Шаміль Омаров стає фармакотерапевтом. У 2016 році в «Дагестанській правді» Ш. М. Омарова називають лідером дагестанської фармакології та апітерапії.
Закінчив Дагестанський державний медичний інститут (1961). У 1980 році в Москві в Університеті Дружби народів ім. П. Лумумби захистив докторську дисертацію. Під його керівництвом і консультацією захищено 5 докторських і 8 кандидатських дисертацій.
Ветеран праці. Відмінник вищої школи СРСР (1988). Соросівський професор.